# 翁维良
翁维良（1937年—），男，汉族，浙江宁波人，中国中医学家，中国中医科学院西苑医院主任医师，研究员，博士生导师。第四届国医大师。